# Oblík (Slanské vrchy)
Oblík je národní přírodní rezervace v oblasti Prešov. Na Oblíku (925 m n. m.) je též národní kulturní památka – archeologická lokalita – bylo zde výšinné pravěké sídliště, které zaniklo ve středověku.
Nachází se v katastrálním území obce Petrovce v okrese Vranov nad Topľou v Prešovském kraji. Území národní přírodní rezervace bylo vyhlášeno v roce 1964 na rozloze 90 ha. Ochranné pásmo nebylo stanoveno.

## Popis
Oblík (925 m n. m.) je vulkanický kopec ve tvaru homole v severovýchodní části Slanských vrchů. Na jeho svazích se nachází až osm skupin lesních typů. Místy vyskytují se porosty mají charakter pralesa. Převažují buky, jejíchž věk u některých jedinců se odhaduje na 170 až 250 let.
Přírodní rezervace byla zřízená jako vědeckovýzkumný objekt pro potřeby lesního hospodářství.